# Нено
Не́но (англ. Neno) — селище, центральний населений пункт у складі дистрикту Нено Південного регіону Малаві.
Населення — 2283 особи (2018).